# 연경지구
연경지구는 대구광역시 북구 연경동에 위치한 개발 사업 단지다.